# Porat (Biševo)
Porat je naselje na Biševu, u Splitsko-dalmatinskoj županiji. 

## Upravna organizacija
Upravno je dio Grada Komiže.

## Zemljopisni položaj
Priobalno je naselje. Nalazi se na sjevernom dijelu otoka, sa zapadne strane, južno od Salbunare.

## Vanjske poveznice
- TZ Komiža  Arhivirana inačica izvorne stranice od 26. svibnja 2012. (Wayback Machine) Porat
- BISERNA OGRLICA - PUČINSKI OTOCI SREDNJEG JADRANA  Arhivirana inačica izvorne stranice od 22. veljače 2014. (Wayback Machine)